# 내가 돌아 (NEGA DOLA)
〈내가 돌아 (NEGA DOLA)〉는 가수 보아가 한국에서 발매한 디지털 싱글이다.
〈내가 돌아 (NEGA DOLA)〉는 라틴풍의 기타와 신스 사운드가 돋보이는 힙합 댄스 곡으로, 집착이 심한 남자 때문에 고민하는 여자의 마음 속 이야기를 직설적이면서도 재치 있게 담았다.

## 작업 및 발매
보아는 1월 31일 오후 6시 멜론, 지니, 네이버뮤직 등 각종 음악 사이트를 통해 공개하는 싱글 ‘내가 돌아 (NEGA DOLA)’, 2월 중 발매될 첫 미니앨범 등 활발한 2018년 활동을 예고해 글로벌 음악 팬들의 이목을 집중시킬 전망이다.

## 활동 목록
| (타이틀곡) 내가 돌아 (NEGA DOLA) |                        |                                            |
| 2018년 1월 20일                  | JTBC 아는 형님         | Guest. 보아, 이상엽 신곡 내가돌아 최초공개 |
| 2018년 1월 22일                  | 티저 공개 및 컴백 기사 |                                            |
| 2018년 1월 31일                  | 음원 발매              |                                            |
| 2018년 1월 31일 1월 24일 녹화    | MBC EVERY1 주간 아이돌 |                                            |
| 2018년 2월 1일                   | Mnet 엠카운트다운      | 컴백무대                                   |
| 2018년 2월 2일                   | KBS 뮤직뱅크           | 컴백무대                                   |
| 2018년 2월 3일                   | MBC 쇼음악중심         | 컴백무대                                   |
| 2018년 2월 4일                   | SBS 인기가요           | 컴백무대                                   |
| 2018년 2월 14일 2월 10일 녹화    | MBC EVERY1 쇼챔피언    | K-POP 월드 페스타 강릉 공연 녹화방송       |

## 트랙리스트
〈내가 돌아〉
1. 내가 돌아 (NEGA DOLA)
2. 내가 돌아 (NEGA DOLA) (Inst.)